# Jacques Brenner
Jacques Brenner, pseudonym för Jacques Meynard, född 16 september 1922 i Saint-Dié, död 20 februari 2001 i Paris, var en fransk författare, som skrev romaner och essäer. Han växte upp i Rouen, dit hans föräldrar flyttade 1935. Han studerade vid lycée Pierre-Corneille och därefter vid Université de Rouen. Han gav även ut tidskriften Seine i Rouen, i vilken fyra dikter av en 16-årig Jean-Pierre Duprey publicerades 1946. Brenner blev en tidig litterär mentor till den åtta år yngre Duprey, genom att göra honom uppmärksam på Rimbaud, liksom Lautréamont, Jarry och Artaud. Jacques Brenner debuterade själv som romanförfattare 1948 med trilogin Les Portes de la vie och flyttade samtidigt till Paris. Han tilldelades Franska Akademiens stora pris 1995 för sitt samlade verk. Han är inte översatt till svenska (år 2021).